# 国際アンデルセン賞
国際アンデルセン賞（こくさいアンデルセンしょう、英: Hans Christian Andersen Award）は、「児童文学への永続的な寄与」に対する表彰として贈られる国際的な賞。「小さなノーベル賞」とも呼ばれるほどの影響力を持つ。賞の名称はデンマークの高名な児童文学者ハンス・クリスチャン・アンデルセンにちなむ。
国際児童図書評議会 (IBBY) によって隔年で授与される。第3回（1960年）まではひとつの作品へ対して授与されていたが、それ以降は作家の全業績を対象としている。現在は作家賞と画家賞の2部門が存在する。
また、本賞に準じるものとして、世界各国の評議会によって選出された優秀な児童文学作品を掲載した「IBBYオナーリスト」が隔年で公刊され、作家・画家・翻訳に対して表彰が行われている。

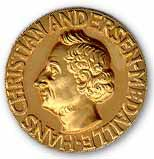

なお、1964年に国際児童図書評議会による図書『国際アンデルセン賞受賞画家絵本選』（ほるぷ出版）で本賞が紹介され、1968年から1969年にかけて講談社より『国際アンデルセン大賞名作全集』全16巻が刊行された。

## 作家賞

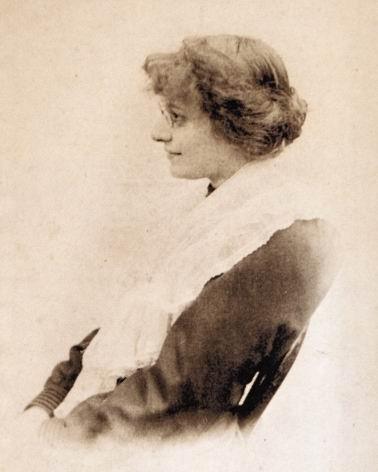
エリナー・ファージョン

1956年に創設。ただし、1956年から1960年までの3回はひとつの作品に対して、1962年以降は全業績に対して贈られている。

### 1956年 - 1974年
- 1956年 - イェラ・レップマン（英語版、ドイツ語版）（Jella Lepman、スイス、名誉賞[注釈 4]）、エリナー・ファージョン（Eleanor Farjeon、イギリス、『ムギと王さま』に対して）
- 1958年 - アストリッド・リンドグレーン（Astrid Lindgren、スウェーデン、『さすらいの孤児ラスムス』に対して）
- 1960年 - エーリヒ・ケストナー（Erich Kästner、西ドイツ、『わたしが子どもだったころ』に対して）
- 1962年 - マインダート・ディヤング（Meindert DeJong、アメリカ）
- 1964年 - ルネ・ギヨ（英語版、フランス語版、ドイツ語版）（René Guillot、フランス）
- 1966年 - トーベ・ヤンソン（Tove Jansson、フィンランド）
- 1968年 - ジェイムス・クリュス（James Krüss、西ドイツ）、ホセ・マリア・サンチェスシルバ（英語版、スペイン語版）（José Maria Sánchez-Silva、スペイン）
- 1970年 - ジャンニ・ロダーリ（Gianni Rodari、イタリア）
- 1972年 - スコット・オデール（Scott O'Dell、アメリカ）
- 1974年 - マリア・グリーペ（英語版、スウェーデン語版） （Maria Gripe、スウェーデン）

### 1976年 - 1994年
- 1976年 - セシル・ボトカー（英語版、デンマーク語版、ドイツ語版）（Cecil Bødker、デンマーク）
- 1978年 - ポーラ・フォックス（Paula Fox、アメリカ）
- 1980年 - ボフミル・ジーハ（英語版、チェコ語版、ドイツ語版）（Bohumil Říha、チェコスロヴァキア）
- 1982年 - リギア・ボシュンガ・ヌーネス（英語版、フランス語版、ポルトガル語版）（Lygia Bojunga Nunes、ブラジル）
- 1984年 - クリスティーネ・ネストリンガー（Christine Nöstlinger、オーストリア）
- 1986年 - パトリシア・ライトソン（Patricia Wrightson、オーストラリア）
- 1988年 - アニー・M・G・シュミット（英語版、オランダ語版）（Annie M. G. Schmidt、オランダ）
- 1990年 - トールモー・ハウゲン（Tormod Haugen、ノルウェー）
- 1992年 - ヴァージニア・ハミルトン（Virginia Hamilton、アメリカ）
- 1994年 - まど・みちお（日本）

### 1996年 - 2014年
- 1996年 - ウーリー・オルレブ（ヘブライ語: אורי אורלב；ラテン文字転写：Uri Orlev, 波: Uri Orlew、イスラエル）[8][9]
- 1998年 - キャサリン・パターソン（Katherine Paterson、アメリカ）[10]
- 2000年 - アナ・マリア・マシャド（英語版、ポルトガル語版） （Ana Maria Machado、ブラジル）
- 2002年 - エイダン・チェンバーズ（Aidan Chambers、イギリス）
- 2004年 - マーティン・ワッデル（英語版）（Martin Waddell、アイルランド）
- 2006年 - マーガレット・マーヒー（Margaret Mahy、ニュージーランド）
- 2008年 - ユルク・シュービガー（Jürg Schubiger、スイス）
- 2010年 - デイヴィッド・アーモンド（David Almond、イギリス）
- 2012年 - マリア・テレサ・アンドゥルエット（英語版、スペイン語版）（María Teresa Andruetto、アルゼンチン）[11]
- 2014年 - 上橋菜穂子（日本）[12]

### 2016年 -
- 2016年 - 曹文軒（中国）
- 2018年 - 角野栄子（日本）[13]
- 2020年 - ジャクリーン・ウッドソン（英語版）（Jacqueline Woodson、アメリカ）
- 2022年 - マリー＝オード・ミュライユ（英語版）（Marie-Aude Murail、フランス）
- 2024年 - ハインツ・ヤーニッシュ（ドイツ語版）（Heinz Janisch、オーストリア）

## 画家賞
1966年に創設。

### 1966年 - 1974年
- 1966年 - アロワ・カリジェ（英語版、フランス語版、イタリア語版）（Alois Carigiet、スイス）[14]
- 1968年 - イジー・トルンカ（Jirí trnka、チェコスロヴァキア）
- 1970年 - モーリス・センダック（Maurice Sendak、アメリカ）
- 1972年 - イブ・スパング・オルセン（英語版、デンマーク語版）、デンマーク）
- 1974年 - ファルシード・メスガーリ（英語版）（ペルシア語: فرشید مثقالی、英: Farshid Mesghali、イラン）

### 1976年 - 1994年
- 1976年 - タチヤーナ・マーヴリナ（Tatjana Mawrina、ソ連）
- 1978年 - スベン・オットー・S（デンマーク語版、フランス語版）（丁: Svend Otto S.、デンマーク）
- 1980年 - 赤羽末吉（日本）
- 1982年 - ズビグニエフ・ルィフリツキ（英語版、ポーランド語版、フランス語版）（波: Zbigniew Rychlicki、ポーランド）
- 1984年 - 安野光雅（日本）
- 1986年 - ロバート・イングペン（英語版）（英: Robert Ingpen、オーストラリア）
- 1988年 - ドゥシャン・カーライ（Dusan Kállay、チェコスロヴァキア）
- 1990年 - リスベート・ツヴェルガー（Lisbrth Zwerger、オーストリア）
- 1992年 - クヴィエタ・パツォウスカー（Kveta Pacovská、チェコスロヴァキア）
- 1994年 - イエルク・ミュラー（ドイツ語版、フランス語版）イエルク・ミュラー（Jörg Müller、スイス）

### 1996年 - 2014年
- 1996年 - クラウス・エンジカット（ドイツ語版、スペイン語版、フランス語版）（独: Klaus Ensikat、ドイツ）[15]
- 1998年 - トミー・ウンゲラー（Tomi Ungerer、フランス）
- 2000年 - アンソニー・ブラウン（Anthony Browne、イギリス）
- 2002年 - クェンティン・ブレイク（Quentin Blake、イギリス）
- 2004年 - マックス・ベルジュイス（Max Velthuijs、オランダ）
- 2006年 - ヴォルフ・エァルブルッフ（Wolf Erlbruch、ドイツ）
- 2008年 - ロベルト・イノチェンティ（Roberto Innocenti、イタリア）
- 2010年 - ユッタ・バウアー（Jutta Bauer、ドイツ）
- 2012年 - ピーター・シス（捷: Petr Sís, 英: Peter Sís、チェコ共和国）[16]
- 2014年 - ホジェル・メロ（英語版、フランス語版、ノルウェー語版、ポルトガル語版） （伯: Roger Mello、ブラジル）

### 2016年 -
- 2016年 - ロートラオト・ズザンネ・ベルナー（ドイツ語版、英語版）（独: Rotraut Susanne Berner、ドイツ）
- 2018年 - イーゴリ・オレイニコフ（フランス語版、ロシア語版、ノルウェー語版）（露: Олейников, Игорь Юльевич (Oleynikov, Igor' Yul'evich), 仏: Igor Oleynikov、ロシア）
- 2020年 - アルバータイン（フランス語版、ドイツ語版、英語版、イタリア語版）（Albertine Zullo、スイス）
- 2022年 - イ・スジ (画家)（朝鮮語版）、（Suzy Lee、韓国）
- 2024年 - シドニー・スミス (画家)（英語版）（Sydney Smith、カナダ）

## 主な出版物
発行年順。
- 国際児童図書評議会 監修『国際アンデルセン賞受賞画家絵本選』ほるぷ出版、1964年。NCID BA4465119X。各98頁、全28巻。
- 『国際アンデルセン大賞名作全集』講談社、1968年-1969年。NCID BN10890963。全16巻。